# NGC 7212
NGC 7212 (другие обозначения — PGC 68065, UGC 11910, MCG 2-56-11, ZWG 428.32, IRAS22045+0959) — спиральная галактика с перемычкой в созвездии Пегас.
Галактика обладает активным ядром и относится к сейфертовским галактикам типа II
Этот объект входит в число перечисленных в оригинальной редакции «Нового общего каталога».